# أمن الطاقة

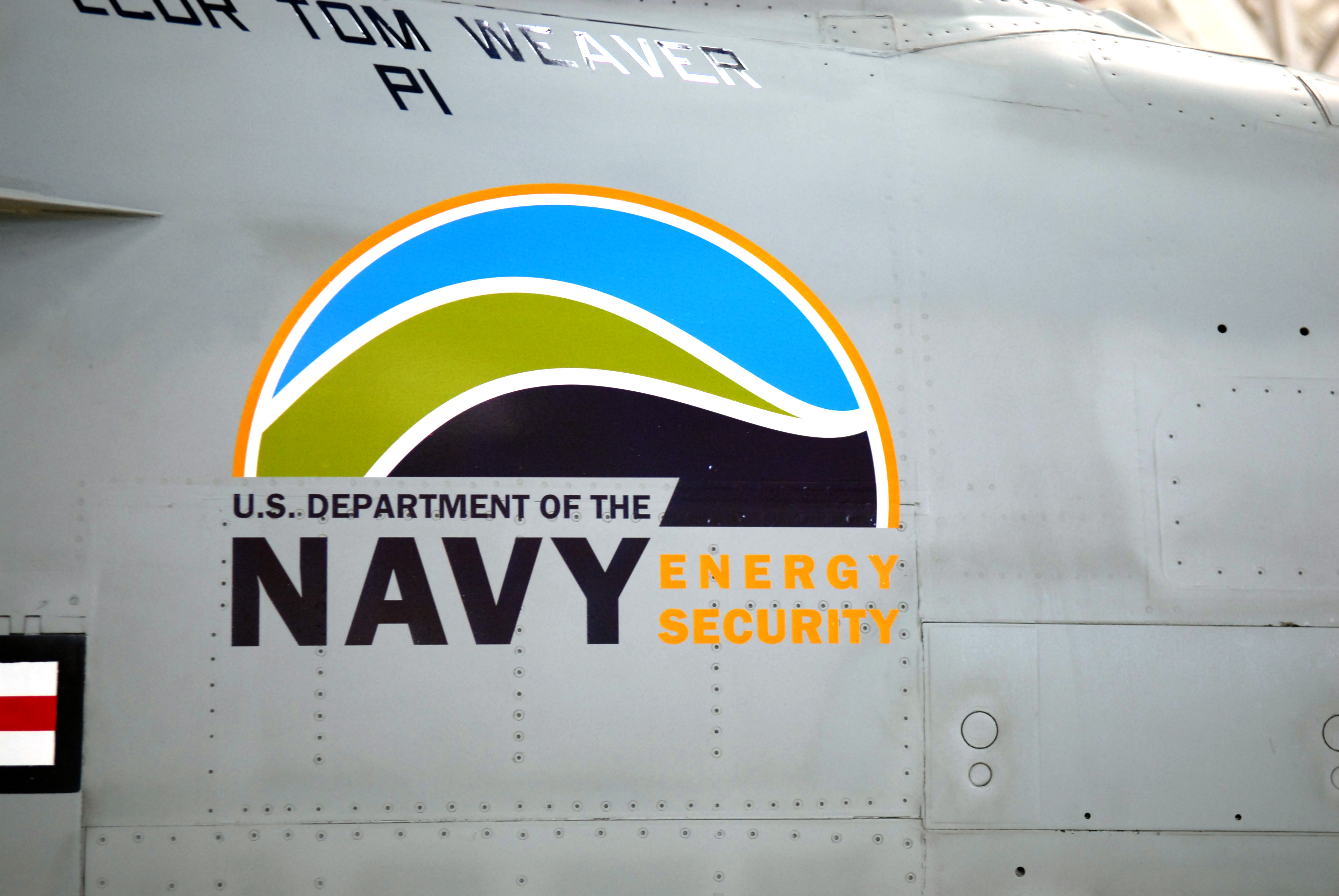
شعار "أمن الطاقة"

أمن الطاقة هو الارتباط بين الأمن القومي وتوافر الموارد الطبيعية لاستهلاك الطاقة حيث أصبح الوصول إلى الطاقة الرخيصة (نسبيا) ضروريا لتشغيل الاقتصاديات الحديثة.

## نبذة
أدى التوزيع غير المتساوي لإمدادات الطاقة بين البلدان إلى نقاط ضعف كبيرة وساهمت علاقات الطاقة الدولية في عولمة العالم المؤدية إلى أمن الطاقة والتعرض للطاقة في نفس الوقت.
تعتبر أمن إمدادات الطاقة مسألة ذات أهمية قصوى حيث حان الوقت لتحديد «نموذج لسياسة الطاقة العالمية والذي لا يهدف فقط إلى ضمان حماية بيئية فعالة ولكن أيضا ضمان أمن إمدادات الطاقة».

## الأهمية
توجد موارد متجددة وفرص كبيرة لكفاءة الطاقة في مناطق جغرافية واسعة على عكس مصادر الطاقة الأخرى والتي تتركز في عدد محدود من البلدان.
إن النشر السريع للطاقة المتجددة وكفاءة الطاقة والتنويع التقني لمصادر الطاقة من شأنه أن يؤدي إلى تحقيق أمن اقتصادي وفوائد اقتصادية كبيرة.

## التهديدات
يعتمد العالم الحديث على مخزون طاقي كبير لتغذية كل شيء من وسائل النقل إلى وسائل التواصل، وصولًا إلى أجهزة الأمن والصحة. قد يكون أكثر ما ينذر بالخطر ما ادعاه خبير ذروة النفط مايكل روبرت بأن كل سعرة حرارية من الغذاء الذي ينتجه العالم الصناعي يقابلها عشر سعرات حرارية من طاقة النفط والغاز التي تستثمر بشكل أسمدة ومبيدات وتغليف ونقل وتسيير معدات المزارع. تلعب الطاقة دورًا هامًّا في الأمن القومي لأي بلد كوقود يغذي المحرك الاقتصادي. تعتمد بعض القطاعات على الطاقة أكثر من غيرها؛ فمثلًا، تعتمد وزارة الدفاع على البترول لنحو 77% من احتياجاتها الطاقية. تشمل الأخطار التي تهدد الأمن الطاقي حالة عدم الاستقرار السياسي لعدة دول منتجة للطاقة، والتلاعب بموارد الطاقة، والمنافسة على مصادر الطاقة، والهجمات على البنى التحتية للتزود بالطاقة، إضافةً إلى الحوادث والكوارث الطبيعية والإرهاب والاعتماد على الدول الأجنبية للحصول على النفط.
تتعرض موارد النفط الأجنبية للتقلبات غير الطبيعية الناتجة عن الصراع بين الدول، أو مصالح المصدرين، أو استهداف أشخاص غير تابعين للدولة لمخزون ووسائل نقل الموارد النفطية. يمكن أيضًا لعدم الاستقرار السياسي والاقتصادي الناتج عن الحرب أو عوامل أخرى كالإضرابات أن يمنع مجال الطاقة من العمل بالشكل الصحيح في الدولة المصدرة. على سبيل المثال، أطلق تأميم النفط في فنزويلا شرارة اعتصامات وإضرابات أدت إلى انخفاض معدلات إنتاج النفط في فنزويلا إلى مستويات لم تتعافَ منها حتى الآن. قد يكون لدى المصدرين الحافز السياسي أو الاقتصادي للحد من مبيعاتهم الأجنبية أو التسبب في اضطراب في سلسلة التوريد. منذ تأميم فنزويلا للنفط هدد هوغو تشافيز المعادي للولايات المتحدة الأمريكية بقطع الصادرات إلى الولايات المتحدة أكثر من مرة. يُعد حظر النفط الذي طُبق على الولايات المتحدة الأمريكية في عام 1973 مثالًا تاريخيًا قطعت فيه الصادرات النفطية إلى الولايات المتحدة بسبب دعمها لإسرائيل في حرب 6 أكتوبر. جرى ذلك أيضًا لتطبيق ضغط في أثناء مفاوضات اقتصادية -كما في النزاع بين روسيا وروسيا البيضاء في عام 2007. الهجمات الإرهابية التي تستهدف المنشآت وخطوط الأنابيب والصهاريج والمصافي وحقول النفط شائعة إلى درجة أنها تصنف على أنها من «مخاطر المجال». البنية التحتية لإنتاج الموارد النفطية معرضة بشدة للتخريب. من أسوأ مخاطر نقل النفط المرور من مضائق المحيطات الخمسة، كمضيق هرمز الذي تسيطر عليه إيران. يحذر أنتوني كوردسمان، وهو باحث في مركز الدراسات الاستراتيجية والعالمية في واشنطن قائلًا: «قد يحتاج الأمر هجمة واحدة أحادية الجانب أو هجمة تقليدية على حقل غوار السعودي أو الصهاريج في مضيق هرمز لرمي السوق بأكمله في دوامة».
ظهرت تهديدات جديدة على الأمن الطاقي على شكل تنافس عالمي متزايد على موارد الطاقة بسبب تسارع خطى التحول الصناعي في بلدان كالهند والصين، بالإضافة إلى زيادة عواقب التغير المناخي. كذلك بدأت احتمالية ارتفاع الأسعار بسبب وصول الإنتاج العالمي إلى الذروة تجذب انتباه الحكومة الفرنسية على الأقل، وإن كان هذا مصدر قلق ثانويًّا. قد يؤدي تزايد التنافس على مصادر الطاقة أيضًا إلى تشكيل اتفاقات أمنية للسماح بالتوزيع العادل للنفط والغاز بين القوى العظمى. ولكن هذا يمكن أن يحدث على حساب اقتصادات الدول النامية. التقت مجموعة الخمسة -السابقة لمجموعة الثمانية الكبار- لأول مرة في عام 1975 لتنسيق السياسات الاقتصادية والطاقية في صحوة حظر النفط العربي عام 1973، وارتفاع في معدلات التضخم، وتباطؤ عالمي للعجلة الاقتصادية. اجتمع قادة حلف الناتو في شهر أبريل من عام 2008 في مدينة بوخاريست في رومانيا لنقاش احتمالية استخدام الحلف العسكري «كوسيلة لأمن الطاقة». يتضمن أحد الاحتمالات وضع قوات في منطقة القوقاز لحماية خطوط أنابيب النفط والغاز. 

## الأمن طويل الأمد
تتركز الإجراءات طويلة الأمد لزيادة الأمن الطاقي على تخفيف الاعتماد على مصدر وحيد للطاقة المستوردة، وزيادة عدد الموردين، واستغلال الوقود الأحفوري المحلي أو مصادر الطاقات المتجددة، وتخفيض الطلب الكلي عبر إجراءات حفظ الطاقة. يمكن أيضًا أن تتضمن الإجراءات الدخول في اتفاقيات دولية لتعزيز علاقات تجارة الطاقة بين الدول، كمعاهدة ميثاق الطاقة في أوروبا. سيساعد كل الاهتمام بالأخطار الأمنية التي تواجه الإجراءات طويلة الأمد لأمن مصادر النفط على تقليل التكاليف المستقبلية لاستيراد وتصدير الوقود من الدول وإليها دون داعٍ للقلق بشأن الأذى الذي يمكن أن يلحق بالبضائع المنقولة.
كان أثر أزمة النفط عام 1973 وظهور منظمة أوبك حدثًا رئيسيًّا حفز بعض الدول على زيادة أمنها الطاقي. بدأت اليابان -التي كانت تعتمد بشكل شبه كامل على النفط المستورد- بخطى ثابتة بإدخال استخدام الغاز الطبيعي والطاقة النووية وأنظمة نقل الكتلة عالية السرعة وطبقت إجراءات حفظ الطاقة. بدأت المملكة المتحدة باستغلال نفط بحر الشمال واحتياطيات الغاز، وأصبحت مصدرًا صافيًا للطاقة بحلول الألفينات.
في بلدان أخرى كان الأمن الطاقي تاريخيًّا في أعلى سلم الأولويات. استمرت الولايات المتحدة الأمريكية على سبيل المثال في زيادة اعتمادها على النفط المستورد. رغم اقتراح تطوير الوقود الحيوي كوسيلة لمواجهة ذلك عقب زيادة أسعار النفط عام 2003.
زيادة الأمن الطاقي هو أيضًا أحد الأسباب وراء حظر تطوير استيراد الغاز الطبيعي في السويد. كان التصور البديل متمثلًا في زيادة الاستثمار في تقنيات الطاقة المتجددة وحفظ الطاقة. تجري الهند عملية بحث واسع عن النفط المحلي لتخفيف اعتمادها على دول أوبك، في حين أن أيسلندا متقدمة في خططها لتصبح مستقلة طاقيًّا بحلول عام 2050 عن طريق استخدام الطاقات المتجددة بالكامل.

## الأمن قصير الأمد

### البترول
أصبح البترول أو «النفط الخام» أكثر مورد استخدامًا من الدول حول العالم بما فيها روسيا والصين (في الواقع، الصين تعتمد أكثر على الفحم (70.5% في 2010)) والولايات المتحدة الأمريكية. مع كل آبار النفط في أرجاء العالم أصبح أمن الطاقة قضية رئيسية لضمان أمن البترول الذي يُحصد. في الشرق الأوسط أصبحت حقول النفط أهدافًا رئيسية للتخريب بسبب شدة اعتماد الدول على النفط. تحتفظ العديد من الدول باحتياطيات إستراتيجية من النفط كضمان لحمايتها من الآثار الاقتصادية والسياسية لحدوث أزمة طاقة. يحتفظ كل الأعضاء الثمانية والعشرين في وكالة الطاقة الدولية بالحد الأدنى مقدار 90 يوم من وارداتهم النفطية على سبيل المثال.
ظهرت قيمة هذه الاحتياطيات في عدم حدوث اضطرابات نسبيًّا في نزاع روسيا وروسيا البيضاء على الطاقة عام 2007، حين قطعت روسيا بشكل غير مباشر الصادرات إلى العديد من الدول في الاتحاد الأوروبي.
بسبب النظريات التي تخص نفط الذروة والحاجة إلى الحد من الطلب، أجرى الجيش الأمريكي ووزارة الدفاع الأمريكية تخفيضات كبيرة في الاستهلاك، وأجريا عدة محاولات للخروج بطرق أكثر كفاءة لاستخدام النفط.

### الغاز الطبيعي
بالمقارنة مع البترول، فإن الاعتماد على الغاز الطبيعي المستورد يخلق نقاط ضعف كبيرة على المدى القصير. يشكل الصراع على الغاز بين أوكرانيا وروسيا في عامي 2006 و2009 مثالًا صارخًا على ذلك. شهدت العديد من الدول الأوروبية انخفاضَا فوريًّا في الموارد الغازية عندما توقف توريد الغاز الروسي في أثناء النزاع على الغاز بين أوكرانيا وروسيا في عام 2006.
كان الغاز الطبيعي مصدرًا حيويًّا للطاقة في العالم. ينتج الغاز الطبيعي -المكون بمعظمه من الميثان- باستخدام طريقتين: المنشأ الحيوي والمنشأ الحراري. يأتي الغاز ذو المنشأ الحيوي من العضويات المولدة للميثان في المستنقعات ومكبات النفايات، في حين يأتي الغاز ذو المنشأ الحراري من التفكك اللاهوائي للمادة العضوية عميقًا تحت سطح الأرض. روسيا هي البلد الرائد حاليًّا في إنتاج الغاز الطبيعي.
من أكبر المشاكل التي تواجه موفري الغاز الطبيعي حاليًّا قابلية تخزينه ونقله. مع كثافته المنخفضة، من الصعب بناء خطوط أنابيب كافية في أمريكا الشمالية لنقل كميات كبيرة من الغاز الطبيعي قادرة على الاستجابة للطلب. تكاد خطوط الأنابيب هذه تصل إلى حدود قدرتها وحتى عند قدرتها الكاملة فهي لا تنتج كمية الغاز المطلوبة.

## وصلات خارجية
- الحصول على شركة متخصصة في مصادر الطاقة المتجددة